# John A. Rush
John A. Rush (* 1819 in Missouri; † nach 1889) war ein US-amerikanischer Jurist und Politiker.

## Werdegang
Über John A. Rush ist nicht viel bekannt. Seine Jugendjahre waren von der Wirtschaftskrise von 1837 überschattet und die Folgejahre vom Mexikanisch-Amerikanischen Krieg. Wo und wann er Jura studierte, ist nicht bekannt. Irgendwann zog er in das Arizona-Territorium und ließ sich dort zuerst im Salt River Valley nieder. Er verlegte seinen Wohnsitz dann nach Prescott (Yavapai County). In der Folgezeit praktizierte er als Anwalt. Rush gehörte der Demokratischen Partei an. Vom Ende 1866 bis zum 8. Juli 1867 war er Attorney General vom Arizona-Territorium. Rush saß dann vom 4. September bis zum 7. Oktober 1867 im Repräsentantenhaus des Arizona-Territoriums. Er kandidierte 1868 gegen den republikanischen Gouverneur Richard Cunningham McCormick für den Delegiertensitz im Kongress der Vereinigten Staaten. In der Folgezeit bekleidete er einen Richterposten. Nach 1875 betrieb er 14 Jahre lang eine Anwaltspraxis mit Edmund W. Wells. Der Gouverneur vom Arizona-Territorium C. Meyer Zulick ernannte Rush im Juli 1888 zum neuen Attorney General vom Arizona-Territorium, um die Vakanz zu füllen, die durch den Tod von Briggs Goodrich seit dem Juni 1888 vorherrschte. Er bekleidete den Posten bis 1889.